# 마레크 체흐
마레크 체흐(슬로바키아어: Marek Čech, 1983년 1월 26일 ~ )는 슬로바키아의 전 축구 선수로, 포지션은 왼쪽 풀백 및 윙백이다.

## 축구인 경력

### 선수 경력
2000년 FK 인테르 브라티슬라바에 입단하여 2004년까지 활약한 뒤 AC 스파르타 프라하|스파르타 프라하를 거쳐 FC 포르투로 이적하였다. 포르투에서의 첫 시즌인 2005-06 시즌 팀이 리그와 컵 대회에서 모두 우승하는 데 기여하였다. 2008년 웨스트브로미치 앨비언 FC로 이적하였으나 폴 로빈슨과의 주전 경쟁에서 밀리며 많은 경기에 출전하지 못하다가 로빈슨이 이적하고 로베르토 디 마테오 감독이 부임한 후 주전 선수로 발돋움하였다.
2011년 8월 트라브존스포르로 이적하였다.

### 국가대표 경력
UEFA 유로 2008 예선에서 슬로바키아 대표팀의 주전 수비수로 활약하며 5골을 터뜨리는 등 고군분투하였으나 팀을 본선에 진출시키는 데는 실패하였다. 하지만 남아공 월드컵 유럽 지역 예선에서는 슬로베니아, 체코 등을 따돌리고 조 1위로 월드컵 본선에 오르는데 기여하였다.